# Luhe-Wildenau
Luhe-Wildenau település Németországban, azon belül Bajorországban. Lakosainak száma 3428 fő (2023. december 31.).

## Népesség
A település népessége az elmúlt években az alábbi módon változott:
| Lakosok száma | 2620 | 1132 | 3374 | 3420 | 3438 | 3424 | 3400 | 3397 | 3471 | 3428 |
|               | 1970 | 1975 | 2011 | 2012 | 2014 | 2015 | 2017 | 2019 | 2022 | 2023 |